# 張奮 (武始侯)
張奮（1世纪？—102年），字稺通，京兆尹杜陵縣（今陕西省西安市东南）人，东汉时期司空，武始侯。張湯的八世孫。

## 生平
张奋父亲是大司空张纯。张奋的哥哥张根从小体弱多病，张奋就主持料理丧事。汉光武帝刘秀下诏让张奋承袭他父亲的爵位，张奋接到诏令后，诚恳地说：“父亲临终前曾告诫我，自己没有功劳，后代不能承袭爵位。”光武帝以张奋违诏，把他下狱，张奋害怕，于是袭封。张奋年轻时好学，节俭行事，常接济宗族。
汉明帝永平十七年（74），儋耳降附，张奋入朝祝寿，在宣平殿被接见，应对合旨，被封为侍祠侯。
汉章帝建初元年（76年），拜左中郎将，转五官中郎将，迁长水校尉。建初七年（82年），为将作大匠。章和元年（87年），免官。
汉和帝永元元年（89年），拜城门校尉。永元四年（92年），迁长乐卫尉。永元五年（93年），代桓郁为太常。永元六年（94年），代刘方为司空。前任司空劉方任司徒。同時期太尉張酺。张奋在位无殊政异绩，以清白为人所称。永元九年（97年）免官司空，韓棱继任司空。後任太常，永元十三年（101年）因病免官。永元十四年（102年）張奮卒于家。其子張甫嗣爵，官至津城门候。張甫死后，子张吉嗣爵。
汉安帝永初三年（109年），张吉卒，无子，武始侯国除。自汉昭帝封张安世，经张延寿、张勃、张临、张放、張純、張奮、張甫，至张吉，传国八世，经历篡乱，二百年间未谴黜，汉朝封爵者没有比得上的。

## 家族
- 张奋世系图

## 延伸阅读
[在维基数据编辑]
 《後漢書·卷35》，出自范晔《後漢書》